# Clayton Vette
Clayton Vette (Waverly, 5 settembre 1988) è un ex cestista statunitense.

## Palmarès
- Coppa d'Olanda: 1

Leida: 2019
- Supercoppa d'Olanda: 1

Landstede Zwolle: 2017